# Révolte de Treblinka

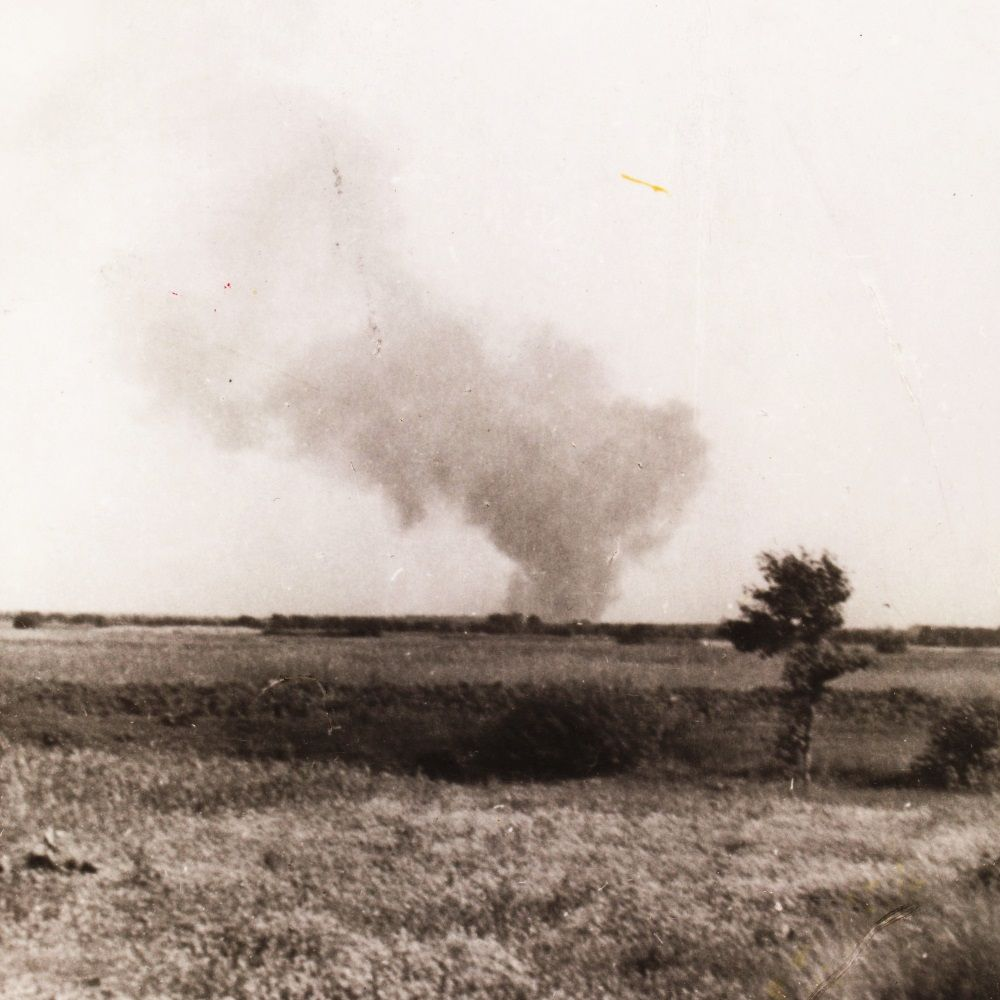
Nuage de fumée sur le site incendié de Treblinka II lors du soulèvement (1943).

La révolte de Treblinka a lieu le 2 août 1943 dans le centre d'extermination de Treblinka. Déclenchée après des mois de planification, les détenus l'ont appelée Aktion H. : au cours du soulèvement, de nombreux prisonniers sont tués et des bâtiments sont endommagés ou détruits, mais pas les chambres à gaz en brique. Après le soulèvement, les SS assassinent 8 000 prisonniers de deux transports dans les chambres à gaz. Puis à partir du 21 août 1943, le camp est abandonné par les SS qui font démolir les bâtiments et installent une ferme sur le site pour cacher les crimes commis.
Cette révolte est le premier soulèvement armé dans un camp d'extermination nazi. Un deuxième soulèvement a lieu à Sobibór, le 14 octobre 1943.

## Organisation
Les organisateurs du soulèvement sont des détenus du camp d'extermination. Le comité de préparation initial est composé de : Julian Chorążycki, ancien capitaine de l'armée polonaise ; Ze'ew Korland, le kapo d'un site d'exécution désigné sous le nom d'« hôpital », Želomir « Želo » Bloch, un lieutenant de l'armée tchécoslovaque, Israel Sudowicz, un fermier de Varsovie, et Władysław Salzberg, un tailleur de Kielce.
Bloch doit planifier les détails militaires et Chorążycki se procurer les armes en soudoyant les gardes ukrainiens subordonnés aux SS. Chorążycki se procure les fonds nécessaires par les prisonniers chargés de prendre l'argent et les objets de valeur sur les vêtements des Juifs assassinés dans le ghetto de Varsovie au profit des SS. Les SS apprennent que Chorążycki détient de grosses sommes d'argent et se figurent que celui-ci a prévu de s'enfuir. Lors d'une bagarre avec le commandant du camp Kurt Franz au cours de son arrestation, Chorążycki ingère du poison et meurt. Avant le soulèvement, les SS transfèrent Bloch à un autre poste du camp, ce qui restreint sérieusement son champ d'action. Le Tchèque Rudolf Masarek prend alors le relais. Au vu des circonstances, Benjamin Rakowski devient doyen du camp et entre au comité d'organisation. August-Wilhelm Miete le fusille sur ordre d'Otto Stadie (en) en avril 1943 ou début mai 1943, car les SS ont trouvé de l'or et de l'argent sur lui.
Jankiel Wiernik, le menuisier du camp, est chargé de maintenir les contacts entre les deux parties du camp, Treblinka I et Treblinka II. D'autres membres du comité comme B. Alfred Freidman et Samuel Rajzman sont chargés de tâches qui ne peuvent, dans l'état des connaissances actuelles, être déterminées avec certitude.

## Déroulement

### Préparatifs
Un premier soulèvement est déjà prévu au printemps 1943, lorsque les prisonniers constatent une baisse des arrivées de déportés et réalisent qu'ils vont bientôt être liquidés, mais n'a pas lieu en raison du typhus qui se répand dans le camp et tue de nombreux prisonniers. Cependant, la diminution des transports depuis le ghetto de Varsovie, les défaites de la Wehrmacht en Afrique et sur le front de l'Est et les débarquements des troupes alliées en Italie relancent les réflexions sur un soulèvement.
Au départ, seules 10 à 15 personnes sont au courant des plans, puis les détenus forment plusieurs groupes. En avril 1943, ils décident de se procurer des armes au dépôt des SS.
Au printemps, les SS ont fait construire des chambres pour leur personnel, avec un accès au dépôt de munitions. Les jeunes juifs que les SS utilisent comme domestiques pour nettoyer leurs chambres y ont aussi accès ; parmi eux, un jeune accordéoniste nommé Edek. Les prisonniers employés comme serruriers à l'atelier ont fabriqué un double de la clé du dépôt. Les jeunes domestiques sont chargés de voler deux boîtes de grenades à main dans le dépôt. Puis, constatant qu'il manque les détonateurs des grenades à main, ils remettent les boîtes en place discrètement. La manière dont les prisonniers se sont ensuite emparés des détonateurs n'est pas documentée. Les grenades à main étaient d'une importance capitale car leur explosion devait indiquer le début du soulèvement à 16 heures. En prévision de leur fuite après la destruction du camp, les insurgés collectent des fonds à l'avance.

### Révolte
Le 2 août 1943, jour du soulèvement, les températures sont élevées : quatre SS et 16 gardes ukrainiens sont partis à l'extérieur du camp se baigner dans le Boug. Le comité d'organisation donne le signal de la révolte. 400 prisonniers juifs prennent part au soulèvement, venant des deux parties du camp, y compris des femmes. Avec une copie de la clé, ils accèdent au dépôt d'armes et tirent sur le SS Kurt Küttner. Armés de fusils, de pistolets, de grenades à main et d'autres armes, les prisonniers attaquent les gardes ukrainiens et allemands restés dans le camp. Les gardes ukrainiens qui surveillent le camp depuis les tours de guet et à qui on a promis rémunération, sont censés ne pas tirer. Contrairement aux attentes des insurgés, ils ouvrent le tir à la mitrailleuse. Au début du soulèvement, les détenus ont six armes à feu (cinq fusils et un pistolet) et deux boîtes avec un maximum de 30 grenades à main et des bouteilles remplies d'essence fournies par le détenu Standa Lichtblau, mécanicien automobile des SS. Les prisonniers sont censés éliminer les gardes SS puis s'équiper de leurs armes. Les trawnikis tirent alors sur les prisonniers ; un des travwnikis est abattu lors des échanges de tirs.
De nombreux insurgés sont tués, 200 à 250 prisonniers réussissent à s'échapper du camp.
Lors du soulèvement, de nombreux bâtiments et la citerne d'essence sont incendiés et détruits. Les chambres à gaz en maçonnerie sont intactes.

## Conséquences
Les SS poursuivent les évadés et tuent ceux qu'ils rattrapent ou ramènent au camp. 100 prisonniers qui n'ont pas pris part au soulèvement, sont restés dans le camp ou ont survécu aux représailles, sont déportés au centre d'extermination de Sobibór.
Après le soulèvement, le 21 août 1943, les prisonniers de deux trains sont gazés, puis les SS font démanteler le camp. En l'état des connaissances, seuls les noms « d'un peu plus de 60 rescapés du camp d'extermination sont connus »,.
Seul survivant du comité d'organisation, Yankiel Wiernik parvient à Varsovie. Il contacte Żegota, une organisation clandestine polonaise d'assistance aux Juifs. Sont alors imprimés 2 000 exemplaires du rapport Rok w Treblince (Un an à Treblinka) en 1944. Le rapport est microfilmé, expédié à Londres par courrier et publié en yiddish et en anglais pendant la guerre. La nouvelle du soulèvement de Treblinka se répand à l'étranger,.